# شهرستان آپشور (ویرجینیای غربی)
شهرستان آپشور، ویرجینیای غربی (به انگلیسی: Upshur County, West Virginia) یک سکونتگاه مسکونی در ایالات متحده آمریکا است که در ویرجینیای غربی واقع شده‌است.

## خصوصیات
شهرستان آپشور ۹۱۹٫۴۵ کیلومترمربع مساحت دارد.